# Мардагайл
Мардагайл или Мартакайл (арм. մարդագայլ — «человек-волк») — в армянской мифологии человек-оборотень (обычно женщина), обладающий способностью превращаться в волка.
Считалось, что в мардагайл превращались прогневавшие бога женщины, на которых тот сначала сыпал, подобно граду, пищу мардагайлов, заставляя съесть её, а затем накидывал на них волчью шкуру. После превращения мардагайл бродит вместе с волками, пожирает трупы и похищенных детей. Сначала она убивает и поедает собственных детей, затем детей родственников, а когда их не остаётся — принимается за детей незнакомцев. При её приближении открываются даже запертые двери. Днём она может принять человеческий облик, сняв с себя шкуру. Если шкуру сжечь в это время, то мардагайл исчезнет. Через семь лет после первого превращения шкура вновь возвращается на небо и мардагайл становится обычным человеком.
Есть легенда, что Млечный Путь произошёл из крови мардагайл, пролившейся из её груди, когда пришедший к ней гость распознал оборотня и ударил кинжалом.

## Появления в популярной культуре
- В одной из редакций карточной настольной игры «Берсерк» можно играть мардагайлом[4][5].
- Мардагайлы — действующие лица в рассказе Влады Крапицкой «Война во мраке»[6].
- «Поваренная книга мардагайла»[7] — рассказ в одноимённом сборнике фантастических рассказов Андрея Синицына.
- Немецкая метал-группа Powerwolf посвятила этим существам композицию под названием «Werewolves of Armenia».
- В книге Давид Рея "На пути к Голгофе: Книга о тебе и для тебя" мардагайл истолковывает сон главного героя.